# Les Chutes-de-la-Chaudière-Est
Pour les articles homonymes, voir Chaudière (homonymie).
Les Chutes-de-la-Chaudière-Est est un des trois arrondissements de la Ville de Lévis. Il a été créé le 1er janvier 2002.
Il regroupe les quartiers Charny, Saint-Romuald, Saint-Jean-Chrysostome et Sainte-Hélène-de-Breakeyville.